# 8573 Ivanka
8573 Ivanka eller 1996 VQ är en asteroid i huvudbältet som upptäcktes den 4 november 1996 av den tjeckiska astronomen Zdeněk Moravec vid Kleť-observatoriet. Den är uppkallad efter upptäckarens mor, Ivanka Moravcová.
Asteroiden har en diameter på ungefär 11 kilometer.